# Finasterid
Finasteríd je učinkovina iz skupine zaviralcev testosteron-5-alfa reduktaze, ki se uporablja pri zdravljenju hipertrofije (povečanja) prostate in moške plešavosti.

## Uporaba

### Benigna hiperplazija prostate
V odmerku 5 mg dnevno se finasterid uporablja za zdravljenje benignega povečanja prostate. Za dosego terapevtskega učinka je navadno potrebno vsaj šestmesečno zdravljenje. Po prekinitvi zdravljenja se terapevtske koristi v 6 do 8 mesecev zopet izničijo. Olajša lahko simptome, povezane z benignim povečanjem prostate, kot so oteženo uriniranje, nočno vstajanje zaradi potrebe po uriniranju, otežen začetek uriniranja in zmanjšan curek seča.

### Moški tip plešavosti
Finasterid se uporablja za zdravljenje t. i. moškega tipa plešavosti, in sicer v nižjem odmerku 1 mg na dan. Šest mesecev trajajoče zdravljanje izboljša plešavost za okoli 30 %, vendar učinek traja le v času trajanja zdravljenja..

### Nenamenska uporaba
Finasterid se zaradi svojega antiandrogenega delovanja občasno nenamensko uporablja za hormonsko nadomestno zdravljenje transspolnih žensk, in sicer v kombinaciji z estrogenskim hormonskim nadomestkom. Vendar je o učinkovitosti za ta namen le malo podatkov iz kliničnih raziskav.

## Kontraindikaije
Finasterid se ne sme uporabljati pri ženskah, predvsem zaradi tveganja za pojav prirojenih napak ploda. Spada v nosečnostno kategorijo X.

## Neželeni učinki
Glavni neželeni učinek njegove uporabe je impotenca, ki se pojavi pri 8,1 % pacientov v prvem letu.
Finasterid lahko poveča tveganje za pojav raka prostate oziroma zamaskira njegovo zgodnjo diagnozo, ker zmanjšuje vrednosti PSA v serumu. Prav tako ni možno izključiti tveganja za pojav raka dojke pri moških, ki uporabljajo finasterid.

## Mehanizem delovanja
Finasterid je zaviralec testosteron-5-alfa reduktaze, zlasti izooblike tipa II.  Z zaviranjem encima 5-alfa reduktaze preprečuje pretvorbo testosterona v dihidrotestosteron in s tem zniža serumske vrednosti dihidrotestosterona za 65–75 %, raven dihidrotestosterona v tkivu prostate (kjer prevladuje izzoblika tipa II) pa celo za 85–90 %. Finasterid zavira izzoobliko tipa II 100-krat močneje kot izoobliko tipa I. Poleg tega zavira tudi 5-beta reduktazo, prav tako izoobliko II, vendar pa to naj ne bi imelo vpliva na presnovo moški spolni hormon|moških spolnih hormonov.
Znižanje ravni dihidrotestosteroa v prostati oblaži povečanje prostate in zmanjša tveganje za razvoj raka prostate. Znižanje koncentracije dihidrotestosterona v lasišču zavira izpadanje las.